# Jamshila
Jamshila é uma vila no distrito de Sonbhadra, no estado indiano de Uttar Pradesh.

## Demografia
Segundo o censo de 2001, Jamshila tinha uma população de 10,270 habitantes. Os indivíduos do sexo masculino constituem 55% da população e os do sexo feminino 45%. Jamshila tem uma taxa de literacia de 74%, superior à média nacional de 59.5%: a literacia no sexo masculino é de 82% e no sexo feminino é de 65%. Em Jamshila, 11% da população está abaixo dos 6 anos de idade.